# Annual Review of Biochemistry
Annual Review of Biochemistry è una rivista scientifica annuale sottoposta a revisione paritaria, pubblicata da Annual Reviews, un editore scientifico senza scopo di lucro.
Il suo primo volume è stato pubblicato nel 1932 e il suo fondatore e primo redattore è stato J. Murray Luck. L'attuale caporedattore è Roger D. Kornberg.
La rivista pubblica articoli di revisione di biologia molecolare e biochimica.
Nel 2024, il Journal Citation Reports ha attribuito alla rivista un fattore di impatto pari a 12,1, classificandola al quattordicesimo posto su 313 riviste nella categoria "Biochimica e biologia molecolare".
A partire dal 2023, viene pubblicata in modalità di accesso aperto, secondo il modello Subscribe to Open.

## Storia
La Annual Review of Biochemistry fu fondata da J. Murray Luck, chimico e professore della Stanford University. Nel 1930, Luck offrì agli studenti laureati un corso sulla ricerca in atto nel campo della biochimica. Nel progettare il corso, disse di sentirsi "in guai seri", poiché riteneva di essere sufficientemente informato solo in alcune aree di quella scienza. Considerava il volume della ricerca schiacciante; c'erano 6.500 abstract riguardanti la biochimica pubblicati in Chemical Abstracts quell'anno. Luck chiese a circa 50 biochimici negli Stati Uniti, nel Regno Unito e in Canada se un volume annuale di revisioni critiche sulla ricerca biochimica sarebbe stato utile, e ricevette risposte positive. Questa corrispondenza fornì possibili autori e argomenti per i suoi primi volumi.
La Stanford University Press accettò di pubblicare la rivista con un contratto di tre anni, con il sostegno finanziario della Chemical Foundation. Nel 1931 la Stanford University mise a disposizione della rivista, a titolo gratuito, un ufficio per le operazioni editoriali e commerciali. Prima di allora, l'unica esperienza di Luck nel settore editoriale era stata un'estate come venditore di libri nel Canada occidentale. Il primo volume, pubblicato nel luglio 1932, conteneva 30 revisioni di 35 autori di nove Paesi diversi e aveva 724 pagine. Luck fu il fondatore della Annual Review of Biochemistry e ne fu il caporedattore per trentacinque anni.
Al termine del contratto con la Stanford University Press, il comitato consultivo della rivista, di cui facevano parte Carl L. Alsberg, Denis Hoagland e Carl L. A. Schmidt, decise di qualificarsi giuridicamente come editore della rivista, pur mantenendo la Stanford University Press come tipografia. Il 12 dicembre 1934, presentarono gli atti costitutivi al Segretario di Stato della California per creare la Annual Review of Biochemistry, Ltd., strutturata come organizzazione senza scopo di lucro. Nel febbraio 1938, il nome fu cambiato in Annual Reviews, Inc.
Prima della Seconda guerra mondiale, circa la metà di tutti gli articoli di revisione pubblicati in ogni volume provenivano da autori al di fuori degli Stati Uniti. La guerra causò un drastico calo della comunicazione scientifica internazionale e, nel 1947, la percentuale di autori internazionali scese al 25%. La quantità di materiale all'interno di ogni volume diminuì quando Annual Reviews aggiunse nuovi titoli per la fisiologia e fisiologia vegetale.

## Processo editoriale
L'Annual Review of Biochemistry ha un caporedattore, che è assistito dal comitato editoriale, che comprende i suoi sostituti, i membri regolari e, occasionalmente, i redattori ospiti. I membri ospiti partecipano su invito del caporedattore e hanno un mandato di un anno.
Tutti gli altri membri del comitato editoriale sono nominati dal consiglio di amministrazione di Annual Reviews e hanno un mandato di cinque anni. Il comitato editoriale determina quali argomenti devono essere inclusi in ogni volume e sollecita revisioni da parte di autori qualificati. Non sono accettati manoscritti non richiesti. La revisione paritaria dei manoscritti accettati è effettuata dal comitato editoriale.

### Redattori dei volumi
Le date riportate di seguito indicano gli anni di pubblicazione in cui qualcuno è stato accreditato come caporedattore o co-redattore di un volume della rivista.
Poiché i volumi sono pianificati molto prima della loro pubblicazione, la nomina di un caporedattore capo generalmente avveniva prima del primo anno qui indicato. Sono riportati anche quei capiredattori andati in pensione o deceduti prima della pubblicazione, purché abbiano contribuito a pianificare il volume. 
- J. Murray Luck (1932-1962;[12] 1965)[13];
- Esmond E. Snell (1963-1964; 1969-1983)[12][14][15][16];
- Paul D. Boyer (1966-1968)[17];
- Charles C. Richardson (1984-2003)[18][19];
- Roger D. Kornberg (2004-).

### Comitato editoriale al 2022
Al 2022, il comitato editoriale era composto dai seguenti membri:
- James E. Rothman;
- Gunnar von Heijne;
- Dirk Görlich;
- F. Ulrich Hartl;
- Jesper Q. Svejstrup.